# Теорема Решетняка о мажоризации
Теорема Решетняка о мажоризации — удобная характеризация CAT(k) пространств.
Доказана Юрием Григорьевичем Решетняком в 1960, в той же статье он доказал теорему о склеивании.

## Формулировка
Пусть {\displaystyle X} — CAT(κ) пространство и {\displaystyle \gamma \colon \mathbb {S} ^{1}\to X} замкнутая спрямляемая кривая.
В слуачае если {\displaystyle \kappa >0}, предположим дополнительно, что {\displaystyle \gamma } короче чем {\displaystyle {\tfrac {2\cdot \pi }{\sqrt {\kappa }}}}.
Тогда найдётся выпуклая фигура {\displaystyle \Phi } в {\displaystyle \kappa }-плоскости сравнения с периметром равным длине {\displaystyle \gamma } и короткое отображение {\displaystyle s:\Phi \to X} такое, сужение {\displaystyle s|_{\partial \Phi }} совпадает с {\displaystyle \gamma }.

### Замечания
- Отображение {\displaystyle s:\Phi \to X} в формулировке называется мажоризацией {\displaystyle \gamma }.
- Выпуклая фигура {\displaystyle \Phi } называется мажоризатором {\displaystyle \gamma }.

## Следствия
- Любая замкнутая геодезическая в CAT(1) пространстве имеет длину не меньше {\displaystyle 2\cdot \pi }.